# فرودگاه بین‌المللی ژنرال خوان آلوارز
فرودگاه بین‌المللی ژنرال خوان آلوارز (به انگلیسی: General Juan N. Álvarez International Airport) (به زبان بومی: Aeropuerto Internacional General Juan N. Álvarez) یک فرودگاه همگانی مسافربری با کد یاتا ACA است که یک باند فرود بتن دارد و طول باند آن ۱۷۰۰ متر است. این فرودگاه در شهر آکاپولکو، گوئررو کشور مکزیک قرار دارد و در ارتفاع ۴ متری از سطح دریا واقع شده‌است.

## شرکت‌های هواپیمایی و مقصدهای پروازی

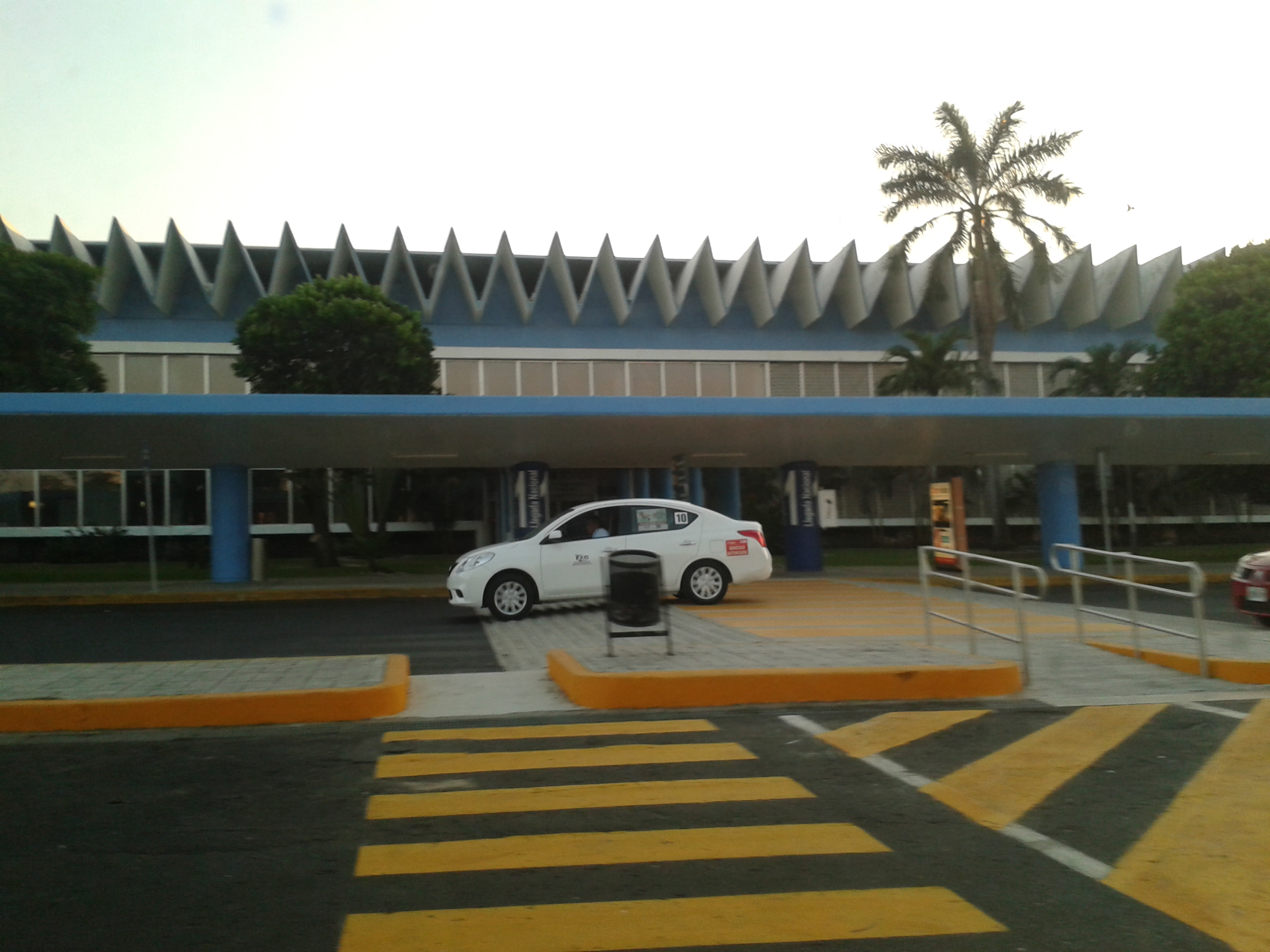
Acapulco Airport.

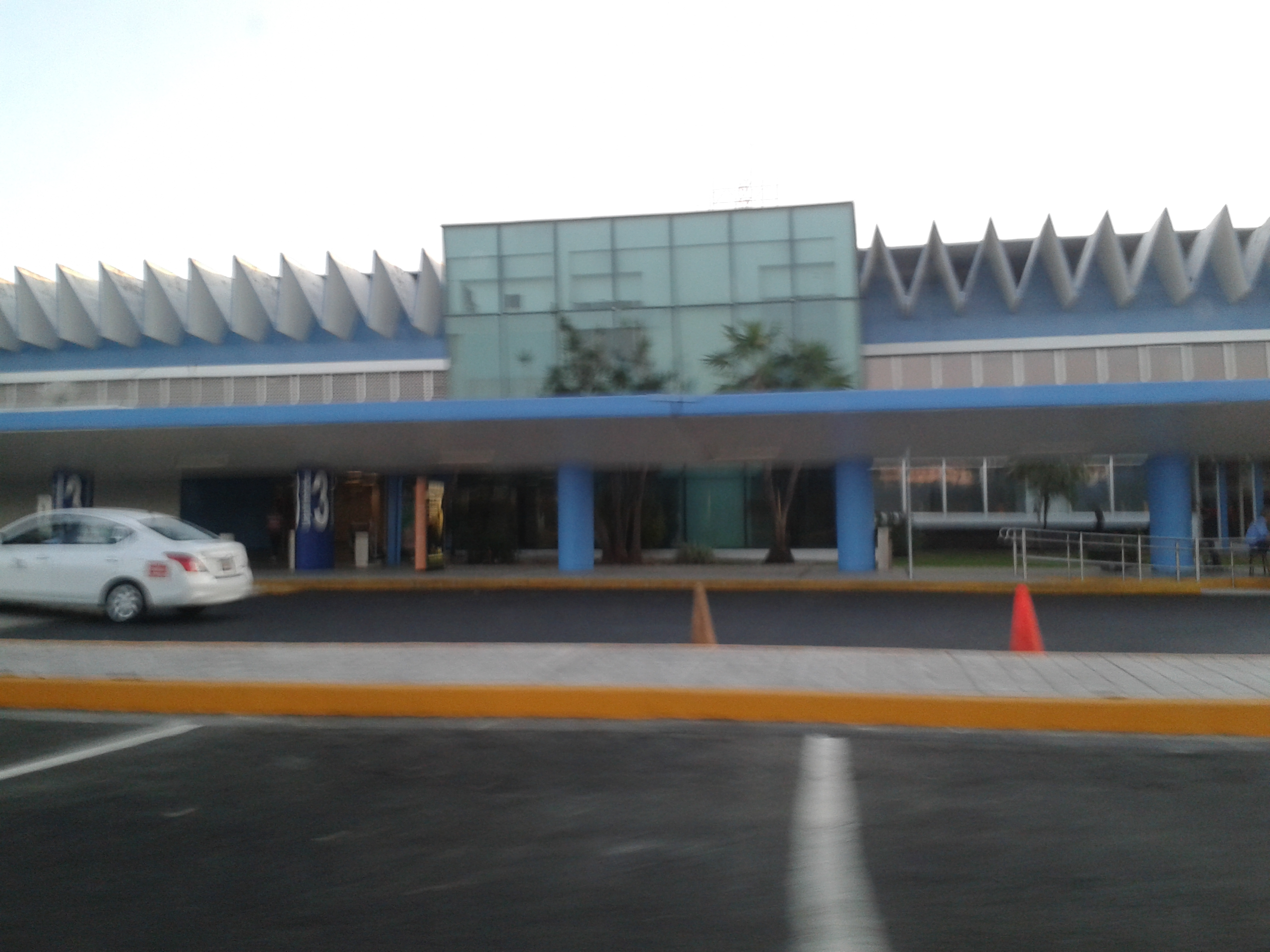
Airport Terminal building.

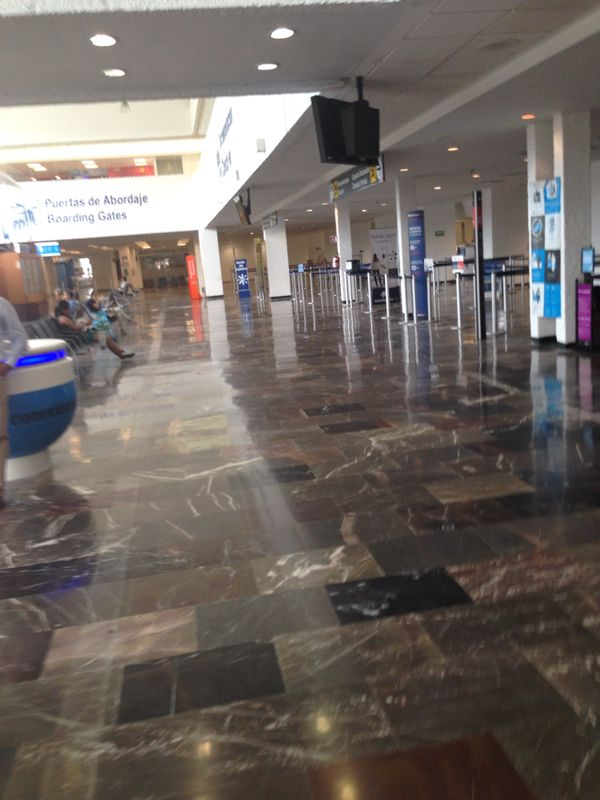
Main corridor of the airport.

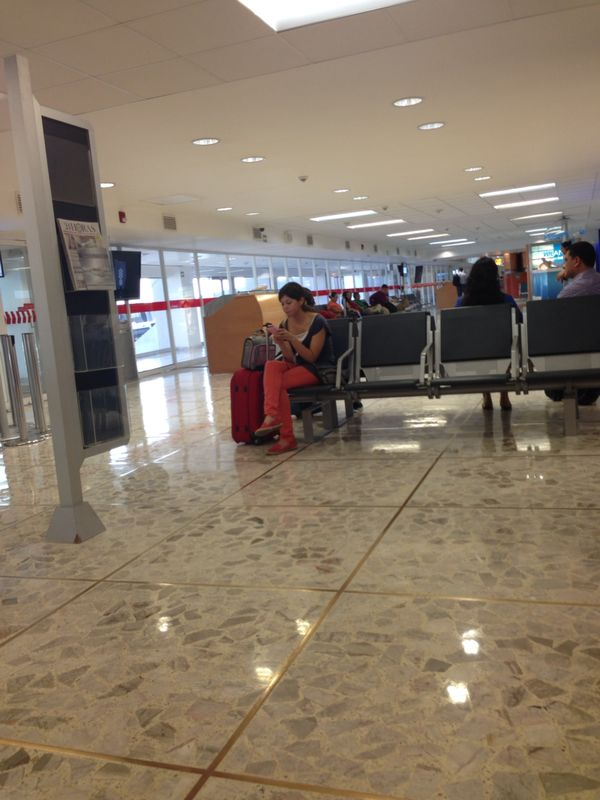
Waiting room at Acapulco airport.

Many Mexican airlines provide daily domestic flights to Mexico City, Tijuana, Monterrey and Toluca. United Airlines serves Acapulco from Houston. During the winter Acapulco is visited by Canadian charter airlines from places such as Montreal and Toronto. European charters such as Thomas Cook Airlines, Thomson Airways and TUI Airlines also serve Acapulco because of PO Ferry cruises from here. Aircraft such as Boeing 737, Boeing 757, Boeing 767, Airbus A330, Airbus A320, Embraer EMB 145/195 and Bombardier CRJ100 are all regular visitors.
When Acapulco was extremely popular airlines such as Delta, United, British Airways and Alitalia connected Acapulco to various European and American cities.
| شرکت‌های هواپیمایی | مقصدهای پروازی                                              |
| ----------------- | ----------------------------------------------------------- |
| Aeromar           | مکزیکو سیتی                                                 |
| آئرومکزیکو        | فصلی: مکزیکو سیتی                                           |
| آئرومکزیکو کانکت  | مکزیکو سیتی                                                 |
| Air Transat       | فصلی: مونترآل-پییر الیوت ترودو                              |
| Interjet          | مکزیکو سیتی، ال آی سی. آدولفو لوپز ماتئوس                   |
| Magni             | ژنرال ماریانو اسکبیدو                                       |
| سان‌وینگ ایرلاینز  | فصلی: مونترآل-پییر الیوت ترودو                              |
| TAR Aerolineas    | دن میگوئل هیدالگو وای کوستیا، ایکستاپا-سیواتانخو، کوئره‌تارو |
| یونایتد اکسپرس    | فصلی: جرج بوش                                               |
| ویواآئروبوس       | ژنرال ماریانو اسکبیدو                                       |
| Volaris           | ژنرال ماریانو اسکبیدو، تیخوانا                              |